# Хронічний біль
Хронічний біль — стійкий довготривалий больовий синдром.
Гострий біль у випадку захворювання або травми може переходити у хронічний біль. Швидкість хронізації гострого болю залежить від генетичних факторів, особливостей нервової системи, гормонального фону хворого.
У медицині різницю між гострим та хронічним болем часто визначають довільним інтервалом часу з моменту появи; два найчастіше використовувані маркери це 3 та 6 місяців з моменту початку, хоча деякі дослідники вважають перехід від гострого до хронічного болю відбувається через 12 місяців. Інші застосовують термін гострий біль, якщо він триває менше 30 днів, хронічний до болю тривалістю понад півроку та підгострий до болю, який триває від одного до шести місяців. Поширеною альтернативною дефініцією «хронічного болю» є «біль, що виходить за очікувані межі періоду одужання».
Епідеміологічні дослідження виявили, що від 10,1 % до 55,2 % людей у різних країнах мають хронічний біль.
Хронічний біль може зароджуватися в тілі, або в головному або спинному мозку. Його часто важко лікувати. Спочатку рекомендують різні неопіоїдні ліки, залежно від того, чи походить біль від пошкодження тканин чи є нейропатичним. Психологічні методи лікування, це і когнітивно-поведінкова терапія та терапія прийняття та відповідальності може бути ефективною для покращення якості життя людей, які страждають на хронічний біль. Водночас часто саме віра людини в повне одужання надає хворому на хронічний біль суттєву підтримку. Деякі люди з хронічним болем можуть отримати користь від лікування опіоїдами. Для людей, які страждають на болі не пов'язані з раком, застосування опіатів рекомендують лише в тому випадку, коли в історії немає ані психічних розладів, ані зловживання психотропними речовинами, і терапію слід припинити, якщо вона не дієва.
Сильний хронічний біль пов'язаний із збільшенням 10-річної смертності, особливо від серцевих захворювань та респіраторних захворювань. Люди з хронічним болем схильні до депресії, тривоги та порушень сну; це кореляції, і часто не зрозуміло, який фактор є першопричиною. Хронічний біль може сприяти зниженню фізичної активності через страх посилити біль, що часто призводить до збільшення ваги. На інтенсивність болю, контроль над болем та стійкість до болю впливає рівень соціальної підтримки, яку отримує людина з хронічним болем.

## Різниця між гострим болем та хронічним болем
|                  | Гострий біль                                                                                    | Хронічний біль                                       |
| ---------------- | ----------------------------------------------------------------------------------------------- | ---------------------------------------------------- |
| Причина          | існує                                                                                           | існує, або захворювання що спричинило вже вилікували |
| Лабораторні дані | є запалення та пошкодження                                                                      | часто немає змін                                     |
| Емоційні зміни   | несуттєві                                                                                       | суттєві                                              |
| Симптоми         | почастішання серцебиття, підвищення артеріального тиску, тривожність, хворобливий вираз обличчя | втома, безсоння, втрата апетиту, депресія            |
| Сприйняття болю  | адекватне                                                                                       | неадекватне                                          |
| Лікування        | протизапальні анальгетики ефективні                                                             | протизапальні анальгетики часто неефективні          |

## Класифікація
Міжнародна асоціація з вивчення болю визначає хронічний біль як біль, що не має біологічної цінності, що зберігається після нормального загоєння тканин. DSM-5 визначає хронічний больовий розлад, якщо він триває довше шести місяців.
Запропонована класифікація хронічного болю згідно МКХ-11 визначає 7 категорій хронічного болю.
1. Хронічний первинний біль: визначається 3 місяцями постійного болю в одній або декількох анатомічних областях, що неможливо пояснити іншим больовим станом.
2. Хронічний раковий біль: визначається як раковий або пов'язаний з лікуванням вісцеральний біль, м'язово-скелетний біль або кістковий біль.
3. Хронічний посттравматичний біль: біль тривалістю 3 місяці після травми або операції, виключаючи інфекційні або попередні стани.
4. Хронічний невропатичний біль: біль, викликаний пошкодженням соматосенсорної нервової системи.
5. Хронічний головний біль та орофасціальний біль: біль, що виникає в голові або обличчі та триває упродовж 50 % і більше днів протягом 3 місяців.
6. Хронічний вісцеральний біль: біль, що виникає у внутрішньому органі.
7. Хронічний м'язово-скелетний біль: біль, що виникає в кістках, м'язах, суглобах або сполучній тканині.

Хронічний біль може бути розділений на «ноцицептивний» (викликаний запаленою або пошкодженою тканиною, що активує спеціалізовані больові рецептори, звані ноцицептори), і «нейропатичний» (викликаний пошкодженням або дисфункцією нервової системи).

Ноцицептивний біль може бути поділений на «поверхневий» та «глибокий», а глибокий біль — на «глибокий соматичний» та «вісцеральний». «Поверхневий» біль ініціюється активацією ноцицепторів в шкірі або поверхневих тканинах. «Глибокий соматичний» біль започатковується стимуляцією ноцицепторів у зв'язках, сухожиллях, кістках, судинах, фасціях та м'язах, такий біль є тупий, ниючий, погано локалізований. Вісцеральний біль зароджується у органах. Вісцеральний біль може бути добре локалізованим, але часто його виявити вкрай важко, і кілька вісцеральних областей при пошкодженні або запаленнях продукують віддалений біль, коли біль відчувають в зоні, віддаленій від місця патології або травми.

Невропатичний біль поділяють на «периферичний» (походить від периферичної нервової системи) та «центральний» (походить з мозку або спинного мозку).

### Патофізіологія

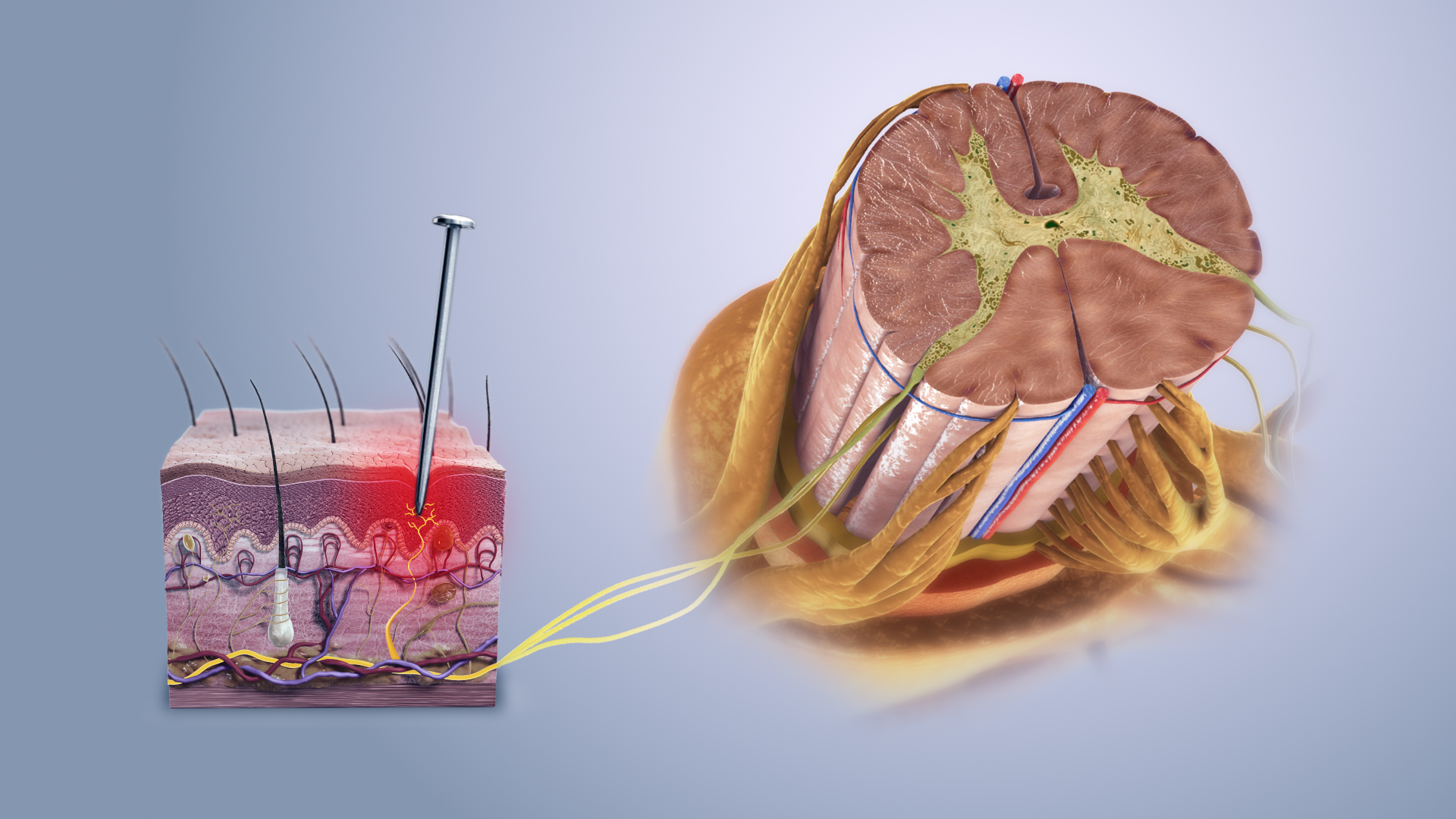
Механізм ноцицепції через аферентний нерв

При стійкій активації ноцицептивна передача на спинний ріг може викликати явище центральної сенсибілізації. Це спричиняє патологічні зміни, які знижують поріг передачі больових сигналів. Крім того, біль може створювати неноцицептивн нервові зв'язки для реагування на больові сигнали. Неноцицептивні нервові волокна в свою чергу можуть генерувати та передавати больові сигнали. Вважають що, нерововоми волокнами, що поширюють больові сигнали, є С-волокна, оскільки вони мають повільну проводимість і породжують хворобливі відчуття, що зберігаються протягом тривалого часу.

Традиційно вважають що при хронічному болі важко викорінити цей процес, коли його встановлено.
 У деяких випадках хронічний біль може бути викликаний генетичними факторами, які перешкоджають диференціації нейронів, що призводить до стійкого зниження порогу болю.

Хронічний біль різної етіології можна охарактеризувати як захворювання, що впливає на структуру та функції мозку. МРТ дослідження показали аномальні анатомічні
 та функціональні зв'язки, навіть під час відпочинку involving areas related to the processing of pain. Also, persistent pain has been shown to cause grey matter loss, reversible once the pain has resolved.
Ці структурні зміни можна пояснити явищем, відомим як нейропластичність. У випадку хронічного болю соматотопічна організація реорганізується після периферичної та центральної сенсибілізації. Ця дезадаптивна зміна призводить до досвіду аллодінії або гіпералгезії. Було продемонстровано, що мозкова активність людей з хронічним болем, вимірювана за допомогою електроенцефалограми (ЕЕГ), була змінена, що свідчить про нейропластичні зміни, спричинені болем. Для хронічного болю характерні такі зміни: відносна бета-активність (порівняно з рештою мозку) збільшується, відносна альфа-активність знижується, а тета-активності зменшується як абсолютно, так і відносно.
Існує гіпотеза що Дофамінергічна дисфункція діє як спільний механізм між хронічним болем, безсонням та великим депресивним розладом. Наявні підвищена тонічна активність дофаміну і компенсаторне зниження фазової активності дофаміну, що важливо для пригнічення болю. Це підтверджується роллю білка COMT у фіброміалгії та синдромі скронево-нижньощелепного суглоба.
Було виявлено що астроцити, мікроглії та сателітні гліоцити некоректно функціонують при хронічному болю. Підвищена активність мікроглій, зміни мікрогліальних мереж, а також посилене вироблення хемокінів та цитокінів посилюють біль. Було помічено, що астроцити втрачають здатність регулювати збудливість нейронів, посилюючи спонтанну нервову активність у больових схемах.

## Лікування та управління болем
У багатьох країнах питання болю, управління болем виділені в окрему спеціалізацію — pain management, — яка тільки зароджується в Україні.
Управління болем — галузь медицини, що використовує міждисциплінарний підхід до полегшення болю та покращення якості життя тих, хто живе з болем.

Типова група з управління болем включає лікарів (особливо неврологів, анестезіологів), реабілітаційних психологів, фізіотерапевтів і медсестер.

Гострий біль зазвичай лікує один лікар; однак, лікування хронічного болю часто вимагає скоординованих зусиль різних лікарів.

Деякий хронічний біль можна вилікувати за 2 місяця. Деякий біль можна вилікувати за півроку. Для деяких видів хронічного болю повна та тривала ремісія зустрічається рідко, хоча дещо можна зробити для покращення якості життя.

### Без опіоїдів
Рекомендована початкова терапія — без опіоїдів.
Застосовують різні нонопіоїдні ліки, залежно від того, чи походить біль від пошкодження тканин чи є нейропатичним. Обмежені дані свідчать, що хронічний біль від запалення або пошкодження тканин (як при ревматоїдному артриті та раковий біль) найкраще лікувати опіоїдами, тоді як при невропатичному болі (біль, викликаний пошкодженням або дисфункцією нервової системи) інші препарати можуть бути більш ефективними, це трициклічні антидепресанти, інгібітори зворотного захоплення серотоніну і норадреналіну, та протисудомні препарати. Через недостатню доказову базу найкращий підхід не є зрозумілим при лікуванні багатьох видів болю, і лікарі повинні покладатися на власний клінічний досвід.
Можуть бути доцільними інвазивні методи лікування болю, включаючи такі методи, як ін'єкція в тригерні точки, нейролітичні блокади та променева терапія. Хоча немає доказів високої якості, які підтверджують використання ультразвуку для терапії, було виявлено, що він має незначний вплив на поліпшення функції при неспецифічних хронічних болях у попереку.

Психологічні методи лікування, включаючи когнітивно-поведінкову терапію
 та терапію прийняття та відповідальності виявилися ефективним для поліпшення якості життя осіб з хронічним болем.
Хоча фізичні вправи використовують як метод зменшення хронічного болю і є деякі докази користі, доказова база ще недостатня.
 Side effects from exercise are few in this population.

### Опіоїди
Тим, кому не допомагають інша терапія і хто не має в анамнезі ні психічної хвороби, ні вживання наркотиків, можна спробувати лікування опіоїдами Якщо вони не допомагають прийом слід припинити. У тих, хто вживає опіоїди, зупинка або зменшення їх використання може покращити якість життя, біль може змешитись.
Деякі люди з хронічним болем отримують полегшення від лікування опіоїдами, а інші — ні; деякі хворі отримують побічні ефекти Можливі побічні ефекти включають зменшення вироблення статевих гормонів, гіпогонадизм, безпліддя, порушення імунної системи, переломи у пацієнтів похилого віку, синдром неонатальної абстиненції, проблеми з серцем, опіоїдна гіпералгезія, фізична залежність, звикання та передозування.

### Альтернативна медицина
Гіпноз, включаючи самогіпноз, має попередні докази ефективності. Немає докази, що гіпноз полегшує хронічний біль через травму спинного мозку.
Попередні дослідження показали користь медичної марихуани для лікування невропатичного болю, але не для інших видів тривалого болю. Станом на 2018 рік навіть для невропатичного болю докази не є достатніми і потрібні подальші дослідження.
Є деякі докази про користь тайцзіцюань, показано, що воно зменшує біль, скутість та дещо покращує якість життя при хронічних станах, таких як остеоартрит, біль у попереку та остеопороз.
Є докази що акупунктура є ефективним та безпечним методом зменшення болю та покращення якості життя при хронічному болю, включаючи синдром хронічного тазового болю.
Транскраніальна магнітна стимуляція для зменшення хронічного болю не підтримується високоякісними доказами, а продемонстровані ефекти є невеликими та короткочасними.

## Епідеміологія
Систематичний огляд літератури щодо проблематики хронічного болю виявив, що поширеність хронічного болю варіювала в різних країнах від 10,1 % до 55,2 % населення, вражаючи жінок більш високими темпами, ніж чоловіки, і що хронічний біль споживає велику кількість ресурсів охорони здоров'я в усьому світі.

Масштабне телефонне опитування 15 європейських країн та Ізраїлю виявило, що 19 % респондентів старше 18 років страждали від болю більше 6 місяців, включно з останнім місяцем, і більше ніж два рази за останній тиждень, інтенсивність болю 5 або більше за останній епізод, за шкалою від 1 (без болю) до 10 (найгірший). 4839 опитаних із хронічним болем були опитані докладніше. 66 % відсотків оцінили інтенсивність болю як помірну (5–7), а 34 % — як нестерпну (8–10); 46 % мали постійний біль, 56 % переривчастий; 49 % страждали від болю протягом 2–15 років; і у 21 % було діагностовано депресію через біль. 61 % відсоток не міг або менше не міг працювати поза домом, 19 % втратили роботу, а 13 % змінили роботу через свій біль. 40 % отримували неадекватне менеджиент болю, і менше 2 % отримували консультація фахівця з менеджменту болю.

## Психологія

### Профілі
Найчастіші особистісні профілі, виявлені у людей з хронічним болем Міннесотським багатопрофільним опитувальникиком особистості (MMPI), є конверсія V та невротична тріада. Особистість конверсія V, так називають тому, що більш високі бали шкали MMPI 1 і 3, відносно шкали 2, утворюють на графіку форму «V», висловлює перебільшене занепокоєння щодо відчуттів у тілі, розвиває тілесні симптоми у відповідь на стрес і часто не розпізнає власний емоційний стан, у тому числі депресію. Особистість невротичної тріади, маючи високі показники шкали 1, 2 та 3, виражає завищену стурбованість відчуттями у тілі і розвиває тілесні симптоми у відповідь на стрес, але є вимогливою і часто скаржиться.
Деякі дослідники стверджують, що саме невротизм спричиняє гострий біль який перетворюється на хронічний, але клінічні дані вказують на що навпаки саме хронічний більш призводить до невротизації.